# 维尔通
维尔通（法語：Virton，法語發音：[viʁtɔ̃] ⓘ；戈姆方言：Viertan）是比利时瓦隆大区盧森堡省的一个城市，南与法国接壤，通行法语，是比利时法语社群的一部分，面积94.49平方千米，人口11,323人（2018年1月1日）。

## 友好城市
- 法國 布拉泽昂普莱讷